# Pierre Mallet
Ne doit pas être confondu avec Pierre Malet.
Pour les articles homonymes, voir Mallet.
Pierre Maillet, né le 5 février 1836 à Jussey en Haute-Saône en France et mort le 21 février 1898 à Boulogne-Billancourt, est un peintre, dessinateur et graveur français connu pour ses motifs peints sur de la céramique. Il travaille principalement en Angleterre, où il est actif à partir de 1873.

## Biographie
Mallet est né en 1836 à Jussey en Haute-Saône. Il a été formé à la gravure. Il s'est marié et a deux filles, mais était veuf en 1891.
En 1873, il déménage à Londres, se décrivant comme un « Peintre sur Porcelaine » et travaillant à Borgen and Co. en collaboration avec Léonce Goutard. Les deux artistes ont également réalisé des œuvres pour Wedgwood et Mintons.
À partir d'au moins 1879 à 1887, il est un exposant régulier à une exposition annuelle et la concurrence « Peinture sur porcelaine » où les examens de l'éloge de son imagination. La Poterie Gazette décrit certaines de ses œuvres comme « ...l'un des plus beaux spécimens dans l'ensemble des galeries. Pour la profondeur de ton et de couleur, et de la finesse de l'exécution, il est l'un des meilleurs spécimens de la peinture de chine que nous avons jamais vu. »
Vers 1885, il déménage à Leeds pour travailler à la Burmantofts Pottery, puis en 1887 il s'installe à Brighton (bien que ses dessins ont continué à être produite à Leeds) et présente une gravure à l'Académie Royale, la première parmi de nombreuses.
Il est mort en 1898 à Boulogne-Billancourt.